# Holcopogon
Holcopogon is een geslacht van vlinders van de familie dominomotten (Autostichidae), uit de onderfamilie Holcopogoninae.

## Soorten
- H. bubulcellus (Staudinger, 1859)
- H. cinerascens Turati, 1926
- H. glaserorum Gozmany, 1985
- H. helveolellus Staudinger, 1879
- H. robusta Butler, 1883
- H. scaeocentra Meyrick, 1921
- H. tucki Vives Moreno, 1999